# Cichonóżka władcza
Cichonóżka władcza (Aphonopelma anax) – gatunek pająka z rodziny ptasznikowatych (Theraphosidae), występującego w południowym Teksasie i północnym Meksyku.

## Opis
Gatunek ten jest jednym z największych ptaszników występujących w Stanach Zjednoczonych, ponieważ po osiągnięciu dojrzałości płciowej zwykle osiąga rozpiętość odnóży 12 cm, a niektóre samice nawet rozpiętość 15 cm. Podobnie jak większość gatunków cichonóżek, ma bardzo powolne tempo wzrostu. Samice są masywniejsze od samców i ważą więcej. Samce mają zwykle dłuższą rozpiętość odnóży, mniejsze ciało, a po osiągnięciu dojrzałości płciowej także bulbusy na końcach nogogłaszczek. Są one wykorzystywane do kopulacji.
Ubarwienie cichonóżki władczej składa się głównie z brązów i ciemnych odcieni brązu. Ma podobne ubarwienie do cichonóżki teksańskiej (A. hentzi), innego pospolitego gatunku w Teksasie, ale jest znacznie ciemniejszy. Gatunek ten ma włoski parzące, podobnie jak wiele ptaszników z Nowego Świata, ale brakuje mu włosków strydulujących na szczękoczułkach.

## Zasięg występowania i siedlisko
A. anax występuje w południowo-wschodnim Teksasie, został zaobserwowany w hrabstwach Cameron i Kleberg. Zamieszkuje także północny Meksyk. To sprawia, że zasięg tego gatunku znajduje się w klimacie półsuchym i można go znaleźć na łąkach oraz lasach krzewiastych, otaczających region, a także w miastach.
Gatunek ten, podobnie jak większość ptaszników, nie buduje typowej sieci i zamiast tego żyje w wyściełanej pajęczyną norze. Nory te mogą być utworzone przez samego pająka, ale w większości przypadków ptasznik po prostu zmodyfikuje istniejącą wcześniej norę lub inne odpowiednie siedlisko. Tego rodzaju siedliska mogą obejmować martwe drzewa, puste nory gryzoni, stosy drewna lub naturalne szczeliny.

## Tryb życia i rozmnażanie
Samice cichonóżki władczej mogą złożyć setki jaj na raz. Jaja składane są w utkanym przez samicę kokonie, który jest pilnie strzeżony w norze. Samica obraca go, aby zapobiec deformacjom w procesie zwanym wylęgiem. Ptaszniki wylegają się z jaj po kilku tygodniach, a pająki mogą pozostać z samicami przez jakiś czas, zanim się rozproszą i zaczną być samodzielne.
Wiadomo, że samice żyją do 40 lat. Jednak żadne badania nie trwały tak długo, więc żywotność może być dłuższa. Samce rzadko żyją dłużej niż dwa lata po osiągnięciu dojrzałości płciowej.

## Zachowanie

### Relacje z ludźmi

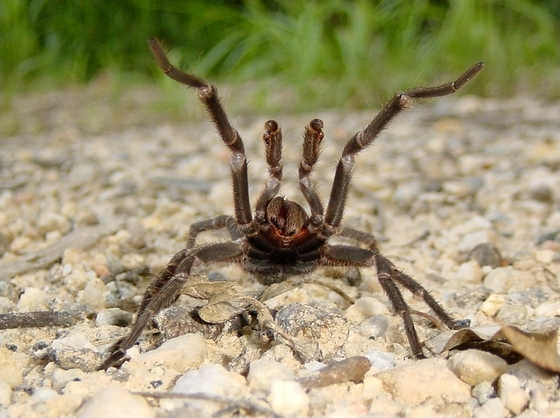
Typowa postawa obronna (uwaga: nie A. anax, ale podobny gatunek)

Podobnie jak wiele gatunków ptaszników, A. anax nie jest agresywny i unika konfrontacji z ludźmi i większymi zwierzętami. Łagodny  temperament sprawia, że jest bardzo pożądany w hodowlach terrarystycznych, podobnie jak A. hentzi. Sprowokowany jednak wyczesuje włoski parzące. Jeśli te włoski dotrą do błon śluzowych lub gołej skóry, mogą powodować łagodny obrzęk i/lub wysypkę. U ludzi może wystąpić reakcja alergiczna skóry, która może pogorszyć objawy. Reakcje mogą trwać od kilku godzin do tygodni. Oprócz wyczesywania włosków parzących, A. anax może także przyjąć postawę obronną. Ma to na celu zastraszenie potencjalnego drapieżnika.

### Zachowania godowe
Gdy samiec osiągnie dojrzałość, zaczyna tkać sieć, przygotowując się do podróży w celu kopulacji. Następnie pociera opistosomą o sieć, aby uwolnić nasienie, które następnie wchłania do nogogłaszczek. Nasienie jest następnie utrzymywane do czasu znalezienia partnera. Kiedy znajdzie samicę, oba pająki wymieniają różne sygnały (zwykle rytmiczne stukanie odnóżami), aby upewnić się, że są osobnikami z tego samego gatunku. Jeśli samica wyraża chęć kopulacji, samiec podchodzi do niej, unosi ją, a następnie wkłada bulbusy do żeńskiego narządu rozrodczego, który znajduje się w podbrzuszu. Po kopulacji samiec szybko odchodzi, aby nie zostać zjedzonym przez samicę. Samice zwykle nie wykazują agresji po kryciu, ale wiadomo, że się to zdarza.